# Paso Real, San Luis Potosí
Paso Real är en ort i Mexiko.   Den ligger i kommunen Rioverde och delstaten San Luis Potosí, i den centrala delen av landet, 280 km norr om huvudstaden Mexico City. Paso Real ligger 955 meter över havet och antalet invånare är 428.
Terrängen runt Paso Real är kuperad österut, men västerut är den platt. Runt Paso Real är det ganska glesbefolkat, med 24 invånare per kvadratkilometer. Närmaste större samhälle är Río Verde, 16,1 km nordväst om Paso Real. I omgivningarna runt Paso Real växer huvudsakligen savannskog.